# Talismã (álbum)
Talismã é o décimo álbum de estúdio da cantora brasileira Maria Bethânia, lançado em 1980 pela Philips / Polygram, e vendeu 700 mil  cópias.

## Faixas
| N.º | Título                                                 | Música                                                            | Duração |  |
| 1.  | "Vida Real"                                            | Caetano Veloso                                                    | 4:03    |  |
| 2.  | "Cansei de Ilusões"                                    | Tito Madi                                                         | 3:42    |  |
| 3.  | "Alguém Me Avisou" (com Caetano Veloso e Gilberto Gil) | Dona Ivone Lara                                                   | 4:23    |  |
| 4.  | "O Lado Quente do Ser"                                 | Marina Lima / Antônio Cícero                                      | 2:51    |  |
| 5.  | "Pele"                                                 | Caetano Veloso                                                    | 2:40    |  |
| 6.  | "Noite de um Verão de Sonho"                           | Nelson Motta / Xixa Motta                                         | 2:21    |  |
| 7.  | "Mergulho"                                             | Gonzaguinha                                                       | 2:49    |  |
| 8.  | "Eu Tenho Um Pecado Novo (Yo tengo un pecado nuevo)"   | Mariano Mores / Alberto Laureano Martínez / Vrs. Lourival Faissal | 2:30    |  |
| 9.  | "Amo Tanto Viver"                                      | Gilberto Gil                                                      | 2:02    |  |
| 10. | "Gema"                                                 | Caetano Veloso                                                    | 2:19    |  |
| 11. | "Mentira de Amor"                                      | Lourival Faissal / G. Carvalho                                    | 2:58    |  |
| 12. | "Talismã"                                              | Waly Salomão / Caetano Veloso                                     | 2:48    |  |

## Catálogos
- Philips - LP 6328302

1. ↑  «Rita Lee, um fenômeno que a crise dos discos não ofuscou: relembre a capa da Exame com a cantora | Exame». exame.com. Consultado em 8 de dezembro de 2024